# Djibril Lamego
Djibril Alain Lamego (Saint-Denis, 25 februari 2003) is een Frans voetballer die sinds 2024 uitkomt voor RAAL La Louvière.

## Carrière
Lamego genoot zijn jeugdopleiding bij Red Star FC, AS Jeunesse Aubervilliers en Amiens SC. In het seizoen 2021/22 maakte hij zijn officiële debuut voor het beloftenelftal van Amiens, dat toen uitkwam in de Championnat National 3. In 2022 maakte hij de overstap naar reeksgenoot US Chantilly. Met deze club werd hij in het seizoen 2023/24 kampioen in zijn reeks in de Championnat National 3.
In juni 2024 versierde Lamego een transfer naar de Belgische neo-tweedeklasser RAAL La Louvière. De Fransman dwong vrijwel meteen een vaste plaats af in de basisploeg van Frédéric Taquin en kreeg in januari 2025 al een contractverlenging tot medio 2027. In zijn eerste seizoen bij La Louvière dwong hij meteen een historische promotie naar de Jupiler Pro League af.
1 Valkenaers ·
3 Gilot ·
4 Faye  ·
5 Corneillie ·
7 Gobitaka ·
8 Gueulette ·
9 Guindo ·
10 Pau ·
11 Liongola ·
12 Loiseaux ·
13 Maisonneuve ·
14 Belkheir ·
15 Lahssaini ·
21 Peano ·
23 Ito ·
25 Lamego ·
26 Bongiovanni ·
27 Eyongo ·
28 Botella ·
31 Camara ·
38 Diallo ·
44 Klomp ·
49 Hoedaert ·
51 Sidibe ·
70 Nagera ·
71 Monteiro ·
98 Maës ·
Coach: Taquin